# Projet professionnel personnalisé
Pour les articles homonymes, voir PPP.
 (novembre 2015).
Le projet professionnel personnalisé (PPP) est, dans le système éducatif en France, un projet d'orientation et d'insertion professionnelle des étudiants d'université. Né dans les années 2000, il se multiplie afin de diminuer le risque d’échec dans les premières années d’études à l’université.

## Explication
L’apparition du terme de projet professionnel personnalisé se fait en août 2007 avec la loi d’autonomie. L’université a désormais la mission d’insertion professionnelle de ses étudiants. Elle ne doit plus seulement apporter des types de savoir, plus ou moins appliqués, elle doit permettre aux étudiants d’acquérir une capacité d’adaptation des futurs diplômés à des situations de travail. C’est en décembre 2007 avec le plan de licence instauré par Valérie Pécresse (ministre de l’Enseignement supérieure) qui met en place un enseignement spécifique dans les maquettes des formations universitaires qui est constitué par le projet professionnel personnalisé de l’étudiant (PPP).
De nombreuses études montrent qu’en effet la construction d’un projet professionnel est un élément essentiel de la motivation et de la réussite des étudiants. Le PPP de l’étudiant cherche à le faire réfléchir sur son futur projet d’avenir en appuyant non seulement sur l’orientation, les techniques de recherche d'emploi mais principalement vers la connaissance des métiers.
L’annonce de cette évolution dans les maquettes a suscité différents avis. En effet, la mise en place du PPP a été facilement intégrée au sein des IUT. De plus, depuis 2005 les DUT comportent le module « projet personnel et professionnel ». Le projet professionnel personnalisé est donc la suite logique de professionnalisation déjà mise en place dans ces départements grâce aux stages, projets tutorés. En revanche, pour les autres formations, la mise en place du PPP et son contenu a suscité de nombreuses discussions. De nombreuses universités comme l’Université de Reims-Champagne-Ardenne ont affecté une commission pédagogique pour l’élaboration de cet enseignement.

## Le PPE à l’université
Depuis 2007, les universités commencent à mettre en place le PPE (projet professionnel de l’étudiant) en première année de licence. Ce projet est une version du PPP des IUT. Cette UE est maintenant obligatoire dans plus de la moitié des universités de France. Cependant, la méthode n’est pas toujours la même qu’en IUT. En effet, beaucoup d’universités ont opté pour des séances de TD où ils peuvent effectuer des recherches sur des milieux professionnels. D’autres universités vont jusqu’à demander une soutenance devant un jury.
Même si le PPE s’installe de plus en plus, il n’y a toujours pas de cadrage national.